# Jamides taiwana
Jamides taiwana är en fjärilsart som beskrevs av Matsumura 1929. Jamides taiwana ingår i släktet Jamides och familjen juvelvingar. Inga underarter finns listade i Catalogue of Life.